# Juri Elperin
Juri Elperin (auch: Jurij Elperin, Pseudonym: Peter Trenck, russisch Юрий Леонидович Эльперин; * 24. Juni 1917 in Davos; † 23. September 2015 in Berlin) war ein russisch-deutscher Übersetzer.

## Leben
Juri Elperin entstammte einer jüdischen Familie. Sein Vater war Jurist und hielt sich bei Juri Elperins Geburt wegen eines Lungenleidens bereits längere Zeit mit seiner Familie in der Schweiz auf. Juri Elperin wuchs mit Deutsch als Muttersprache auf. 1922 übersiedelte die Familie nach Berlin, wo der Vater eine Buchdruckerei leitete.  Elperin besuchte in Berlin die Volksschule und das Gymnasium. Nach der Machtergreifung der Nationalsozialisten 1933 wurde die Familie Elperin aus dem Deutschen Reich ausgewiesen. Sie hielt sich zuerst zwei Jahre lang in Paris auf, wo er das Lycée Janson de Sailly besuchte. 1935 lief die Aufenthaltserlaubnis in Frankreich ab, und die Familie sah sich gezwungen, in die Sowjetunion zu gehen.
Elperin besuchte in Moskau die deutschsprachige Karl-Liebknecht-Schule; nachdem diese 1937 geschlossen worden war, wechselte er auf eine russischsprachige Schule, an der er die Reifeprüfung machte. Anschließend studierte er Germanistik; er schloss dieses Studium 1941 mit dem Diplom ab. Nach dem deutschen Überfall auf die Sowjetunion meldete er sich freiwillig zur Roten Armee. Als deutscher Muttersprachler gehörte zu seinen Aufgaben das Verhören von in Kriegsgefangenschaft geratenen deutschen Offizieren in einem Kriegsgefangenenlager in der sibirischen Region Krasnojarsk. Gegen Ende der Stalinära wurde Juri Elperin infolge des zunehmenden Antisemitismus aus der Roten Armee entlassen. Die Familie baute sich nunmehr eine Datscha im Künstlerdorf Peredelkino bei Moskau. Elperin bestritt seinen Lebensunterhalt anfangs als Dozent an der Moskauer Hochschule für Fremdsprachen und mit privaten Deutschstunden; ab Mitte der 1950er Jahre übersetzte er russische Autoren ins Deutsche.
In den folgenden Jahren erschienen zahlreiche Übersetzungen Elperins in sowjetischen und DDR-Verlagen. Ohne der KPdSU beizutreten, wurde er Mitglied des sowjetischen Schriftstellerverbandes. Seit den 1970er Jahren arbeitete Elperin auch für Schweizer und westdeutsche Verlage. Abgesehen von den Jahren 1979 bis 1985, als ihn sowjetische Behörden mit einem Ausreisestopp belegt hatten, konnte er auch in den Westen reisen. Die Kontakte nach Deutschland verstärkten sich im Laufe der 1990er Jahre. Nachdem in den neunziger Jahren seine Datscha abgebrannt war, hielt ihn nichts mehr in Russland. Elperin übersiedelte im Jahre 2000 mit seiner Ehefrau nach Deutschland. Er erhielt die deutsche Staatsbürgerschaft und vom Bundespräsidenten eine Ehrenpension. Elperin lebte zuletzt wieder in Berlin und schrieb an seiner Autobiografie.
Neben seinem übersetzerischen Werk war Elperin auch Verfasser von journalistischen und essayistischen Arbeiten. Elperin vertrat die Ansicht, dass ein literarischer Übersetzer auch eigene Werke vorweisen muss, seine Gedichte und Erzählungen veröffentlichte er teils unter dem Pseudonym Peter Trenck.

## Mitgliedschaften
- Schriftstellerverband der UdSSR
- Verband deutscher Schriftsteller
- PEN-Zentrum Deutschland
- Die Kogge

## Ehrungen
- 1975: Nationalpreis der DDR
- 1985: Orden des Vaterländischen Krieges II. Klasse[3]
- Orden des Roten Sterns
- 2005: Ehrenring der Schriftstellervereinigung Die Kogge
- 2015: Bundesverdienstkreuz 1. Klasse
- Medaille „Für den Sieg über Deutschland im Großen Vaterländischen Krieg 1941–1945“[4]

## Übersetzungen
- Alexei Arbusow: Verschlungene Wege, Berlin 1954 (übersetzt unter dem Namen Peter Trenck)
- Gavriil N. Troepol'skij: Prochor XVII., König der Klempner, Berlin 1955
- Jurij M. Nagibin: Die Tabakspfeife, Moskau 1955
- Juri Rytcheu: Der alte Memyl lacht am besten, Moskau 1955 (übersetzt zusammen mit Hilde Angarowa)
- Matvej G. Tevelev: Werchowina, Land der Berge, Moskau 1955
- Vladimir F. Tendrjakov: Der Fremde, Berlin 1956 (übersetzt zusammen mit Dora Hofmeister)
- Vladimir F. Tendrjakov: Der fremde Hof, Bukarest 1956
- Leonid Sobolev: Der grüne Strahl, Berlin 1956
- Lew Kassil: Ein früher Aufstieg, Berlin 1956
- Walentin Katajew: Vor den Toren der Stadt, Berlin 1957
- Mychajlo Stelmach: Menschenblut ist kein Wasser, Berlin 1958
- Anatoli Rybakow: Der Bronzevogel, Moskau 1958
- Nikolaj N. Michajlov: Von Pol zu Pol, Moskau 1960
- Pavel F. Nilin: Der Kriminalassistent, Berlin 1960
- Michail A. Scholochow: Neuland unterm Pflug, Berlin 1960 (übersetzt zusammen mit Nelly Drechsler)
- Nikolai Dementjew: Ingas Weg, Berlin 1960
- Valerij D. Osipov: Der letzte Brief, Berlin 1960
- Michail Bubennow: Adlersteppe, Berlin 1961
- Wassili Aksjonow: Drei trafen sich wieder, Berlin 1962
- Pinegin macht reinen Tisch: Neue Erzählungen sowjetischer Autoren, Moskau 1963
- Olga Bergholz: Tagessterne, Berlin 1963
- Oles Hontschar: Mensch und Waffen, Moskau 1963
- Dmitrij A. Ščeglov: Ruf über die Front, Moskau 1964
- Aleksandr E. Rekemčuk: Es sollten nur drei Tage sein, Berlin 1964 (übersetzt zusammen mit Dieter Pommerenke)
- Der falbe Hengst: Russische Volksmärchen, Moskau 1965
- Das schlaue Füchslein: Russische Volksmärchen, Moskau 1966
- Il'ja D. Konstantinovskij: Verjährungsfrist, Berlin 1966
- Michail Bulatow: Mascha und der Bär, Moskau 1967
- Juhan Smuul: Der wilde Kapitän, Berlin 1967
- Walentin Katajew: Der heilige Brunnen, Berlin 1968
- Ruvim Frajerman: Dingo oder Die erste Liebe, Moskau 1968
- Georgi Markow: Vater und Sohn, Berlin 1968
- Juri Bondarew: Heißer Schnee, Berlin 1971
- Wachtang Ananjan: Armenische Jagderzählungen, Moskau 1971
- Vladimir F. Popov: Havarie im Stahlwerk, Berlin 1973
- Tschingis Aitmatow: Du meine Pappel im roten Kopftuch, in: Tschingis Aitmatow. Novellen – Erzählungen – Autobiographie. Verlag Volk und Welt, 1. Aufl., Berlin 1974
- Juri Olescha: Die Liste der Wohltaten, Köln-Marienburg 1974
- Vladislav Titov: Ich trotze dem Tod, Moskau 1974
- Petr L. Proskurin: Schicksal, Berlin 1975 (übersetzt zusammen mit Arno Specht)
- Michail A. Scholochow: Sie kämpften für die Heimat, Berlin 1975 (übersetzt zusammen mit Hilde Angarowa)
- Grigori A. Fedossejew: Das letzte Lagerfeuer, Berlin 1975
- Viktor V. Smirnov: Trau nicht dem Septemberfrieden, Berlin 1975
- Aleksej Michajlovic Laptev: Eins, zwei, drei – Kurze Tiergedichte, Progress Verlag, Moskau 1976
- Oles Hontschar: Der Zyklon, Berlin [u. a.] 1976
- Georgi Markow: Sibirien, Berlin 1977
- Zoja E. Žuravleva: Insulaner, Berlin 1977
- Juri Bondarew: Das Ufer, Berlin 1977
- Viktor Jusefovič: David Oistrach, Stuttgart 1977
- Valentin G. Rasputin: Geld für Maria, München 1978
- Fasil Iskander: Mein Onkel brav und bieder, Berlin 1978
- Wiktor Astafjew: Ilja Werstakow, München 1978
- Anatolij Toboljak: Geschichte einer Liebe, Berlin 1979
- Anatoli Rybakow: Schwerer Sand, Düsseldorf 1980
- Lev Efimovič Ustinov: Fräulein Rührmichnichtan, München 1981
- Vladimir F. Tendrjakov: Kurzschluß. Iwan Tschuprows Fall, Berlin 1982
- Fasil Iskander: Das Sternbild des Ziegentur. Klumparm, Berlin 1984
- Viktor M. Gacak: Das Buch aus reinem Silber, Düsseldorf 1984
- Georgi Markow: Aufbruch, Verlag Volk und Welt, Berlin 1984 (übersetzt zusammen mit Helga Gutsche)
- Anatoli Rybakow: Die Kinder vom Arbat, Köln 1988
- Konstantin Simonow: Sofia Leonidowna, Berlin 1989
- Anatoli Rybakow: Jahre des Terrors, Köln 1990
- Maksim K. Kantor: Haus im Niemandsland, Berlin 1993
- Anatoli Rybakow: Stadt der Angst, München 1994
- Tschingis Aitmatow: Liebesgeschichten, Zürich 1998 (übersetzt zusammen mit Hartmut Herboth)